# اولترترپ
اولترترپ (به هلندی: Olterterp) یک منطقهٔ مسکونی در هلند است که در اپسترلاند واقع شده‌است. اولترترپ ۷۵ نفر جمعیت دارد.